# Лещка (Підляське воєводство)
Лещка (пол. Leszczka) — село в Польщі, у гміні Сім'ятичі Сім'ятицького повіту Підляського воєводства.
Населення — 119 осіб (2011).
У 1975-1998 роках село належало до Білостоцького воєводства.

## Демографія
Демографічна структура станом на 31 березня 2011 року:
|          | Загалом | Допрацездатний вік | Працездатний вік | Постпрацездатний вік |
| -------- | ------- | ------------------ | ---------------- | -------------------- |
| Чоловіки | 62      | 18                 | 37               | 7                    |
| Жінки    | 57      | 12                 | 32               | 13                   |
| Разом    | 119     | 30                 | 69               | 20                   |